# フォロ・ロマーノ
フォロ・ロマーノ（伊:Foro Romano）は、ローマにある古代ローマ時代の遺跡。観光地として有名である。フォロ・ロマーノは、ラテン語の古名フォルム・ロマヌム（Forum Romanum）のイタリア語読みである。
紀元前6世紀頃からローマ帝国がテトラルキアを採用する293年にかけて、国家の政治・経済の中心地であったが、ローマ帝国が東西に分裂し、首都機能がラヴェンナに移されると異民族の略奪に曝されるようになり、西ローマ帝国滅亡後は打ち捨てられ、土砂の下に埋もれてしまった。
フォロ・ロマーノの発掘は、19世紀から本格的に行われるようになったが、帝政時代初期までに開発が繰り返されており、遺構も様々な時代のものが混在しているので、発掘調査は難しい。現在の遺跡は、大部分が帝政時代以降のものである。

## 概要
フォロ・ロマーノは、東西約300m、南北約100mに渡って存在する古代ローマの中心部「フォルム・ロマヌム」の遺跡である。古代ローマでは、たいていの都市に政治・宗教の中心としてフォルム（英語のフォーラムの語源）と呼ばれる広場が置かれていたが、このフォロ・ロマーノは首都に開設された最初のフォルムであり、最も重要な存在であった。ローマでは、後に諸皇帝によっていくつかのフォルムが建設されたが、3基のバシリカと元老院議事堂を備えたフォロ・ロマーノは、そのなかでも中心的存在として機能し続けた。
現在、敷地の北東にはフォーリ・インペリアーリ通りが通るが、古代には諸皇帝のフォルムのうち、フォルム・ユリウム（現フォロ・ジュリアーノ）、フォルム・ネルウァエ（別名フォルム・トランシトリウム）、フォルム・ウェスパシアヌム（別名テンプル・パキス）が隣接していた。現在は、フォルム・ユリウム、フォルム・ネルウァエの遺構の一部が発掘され、公開されている。南側にはパラティーノ（古名パラティヌス）の丘が聳え、その頂きに皇帝宮殿（ドムス・アウグスターナ）がある。北西部はカピトリーノ（古名カピトリヌス）の丘に通じる。かつてローマの凱旋式は、フォロ・ロマーノのウィア・サクラ（聖なる道）を通って、公文書館（タブラリウム）の脇を抜け、カピトリーノにあったユピテル・オプティムス・マキシムス神殿に奉献するのが習わしであった。東に進むと、有名なコロッセオに、西に進むとテヴェレ川に至る。

## 歴史

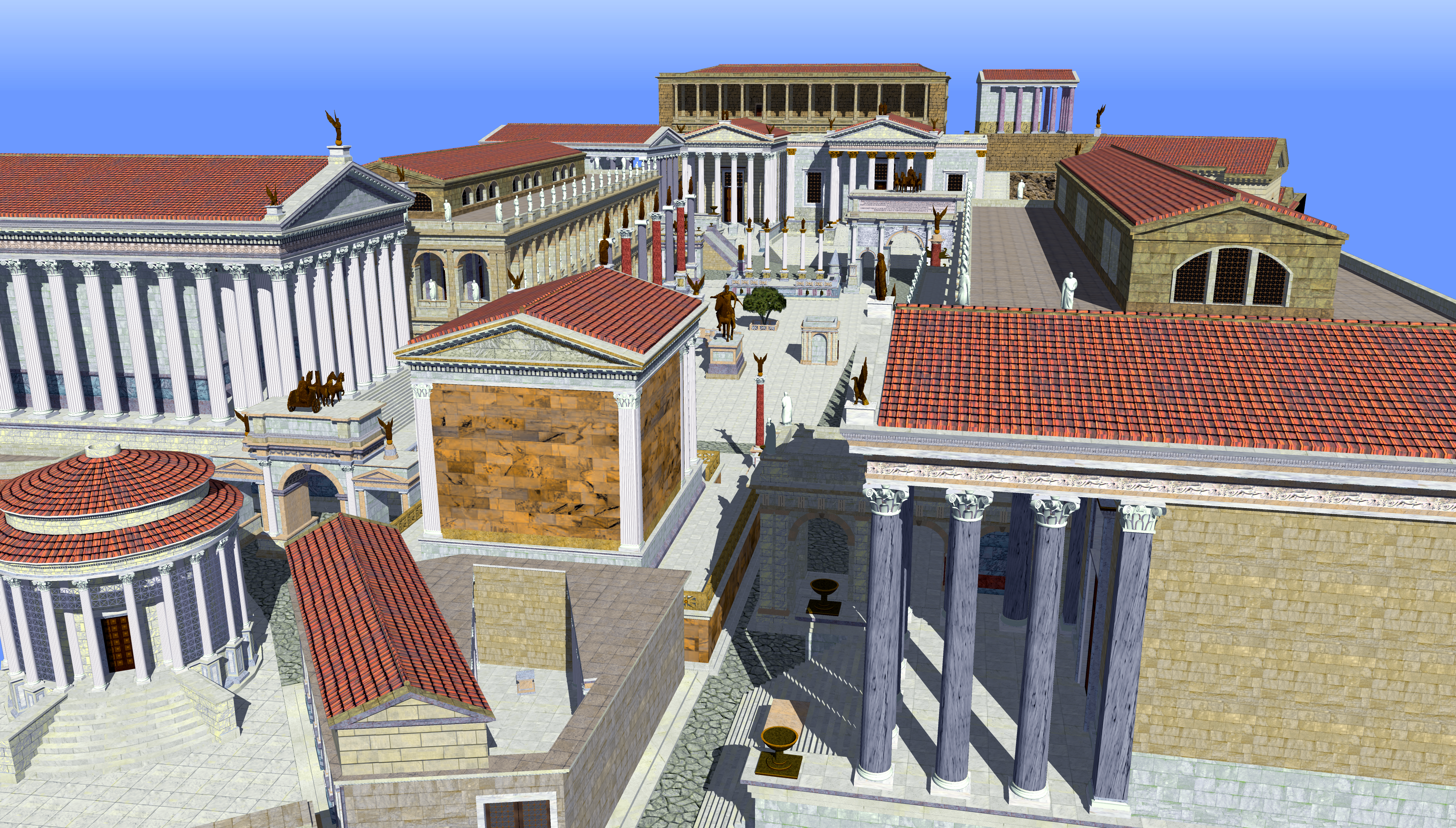
フォロ・ロマーノの3D

カエサル以前のフォルム・ロマヌム。中央上にコミティウムとクリア・ホスティリア

フォロ・ロマーノがいつごろからローマ市の中心となったのかは、はっきりしない。伝承では、ロムルスとレムス兄弟に率いられたラテン人がローマを建設したのは紀元前753年頃とされる。フォロ・ロマーノの整備は紀元前6世紀頃に始まるが、それ以前は周囲の丘から流れ込む小川が合流し、増水したテヴェレ川の流水で水没することもある沼沢地で、一部は墓地として利用されていた。このような土地がローマの中心となったのは、それぞれの丘にあった村落が徐々に連合を形成するにつれ、会合や会談の場として中立な原野が選ばれたことによるらしい。まさにその中心に位置する原野がフォロ・ロマーノのある場所であった。
紀元前6世紀のタルクィニウス・プリスクス王の時代に、ウェラブルムの小川を造成して水を抜くための大下水溝（クロアカ・マキシマ）が造営され、湿地であった土地に排水機構が整備された。この排水溝は紀元前2世紀頃まで露天であったが、後にヴォールトによって閉じられ、完全な下水溝となった。共和政ローマ時代の記録では、フォロ・ロマーノには東西南北に、それぞれ「妹の梁の門」、「呪われた門」、「ローマ門」、「ヤヌス門」と呼ばれる古い四つの門があったとされ、これが都市としてのローマの最初の輪郭であったと考えられる。この門が設置された時期には、東西大通り（デクマヌス・マクシムス）と南北大通り（カルド・マクシムス）が明確な、整然とした形の都市があったが、共和制時代にこのプランは失われ、東西の大通りのみが、かなり方向が変わっているものの、「聖なる道（ウィア・サクラ）」として生き残った。
フォロ・ロマーノでは、定期的に民会（コミティア）が開催されており、そのための広場（コミティウム）は宗教的な儀式によって聖別されていた。コミティウムは、クリア・ユリアとセプティミウス・セウェルスの記念門に挟まれた場所にあり、紀元前3世紀前半から紀元前1世紀前半までは、ロストラ（演壇）を備えた直径約30mの露天の円形広場であった。民会議場に隣接して北側に元老院議事堂（クリア・ホスティリア）も設置されていた。神殿も建立され、サトゥルヌス神殿は紀元前498年、カストルとポルックス神殿は紀元前484年、コンコルディア神殿は紀元前366年の創建とされる。しかし、これらの建物の形式は明確でない。フォロ・ロマーノにおいて、唯一、その初期の姿が分かっているのはレギアのみである。レギアは大神官の公邸として機能したもので、鉄器時代の木造建築物の遺跡の上に、紀元前5世紀のものと思われる炉を中心とした広間と、それに付随する2つの前室、そして中庭を備えた邸宅の遺跡が重なっている。また、ウィトルウィウスによると、共和政末期まで、剣闘士による闘競はフォロ・ロマーノで行われていた。
フォロ・ロマーノが現在の輪郭になったのは、ガイウス・ユリウス・カエサルによる西側の大改装の結果である。すでにそれ以前から、フォロ・ロマーノを整然と計画されたものにする努力は行われており、カエサルの計画は、いわはその集大成であった。その計画は彼の暗殺によって、初代ローマ皇帝アウグストゥスへと引き継がれる。現在の遺跡はほとんどがその計画の後に建設されたものとなっている。
西ローマ帝国が滅びた後、中世の時代になると、フォロ・ロマーノは完全に忘れ去られ、カンポ・ヴァチーノと呼ばれる放牧場となった。土の下に埋もれた遺跡はほとんど傷むことがなかったと思われるが、ルネサンス時代に古典建築が復興されると、フォロ・ロマーノは逆に破壊の危機に曝されることになった。ローマ教皇ユリウス2世はローマ市街の再建を計画し、古代建築の装飾をはぎ取って建築資材に充てた。ピッロ・リゴーリオは、これによってローマの古代遺跡が急速に消失していく様を記録している。

## 平面図

### フォルム・ロマヌム中心部の平面図
1:タブラリウム,  2:コンコルディア神殿,  3:ウェスパシアヌスとティトゥス神殿,  4:サートゥルヌス神殿,  5:セプティミウス・セウェルスの凱旋門,  6:ロストラ,  7:帝都ローマ基準点,  8:黄金の里程標,  9:ティベリウスの凱旋門,  A:クリア・ユリア,  B:コミティウム,  C:ラピス・ニゲル,  D:フォカスの記念柱,  E:フォルム（広場）,  F:バシリカ・ユリア,  G:バシリカ・アエミリア,  H:カストルとポルックス神殿,  J:カエサル神殿,  K:アウグストゥスの凱旋門,  L:アントニヌス・ピウスとファウスティナ神殿,  M:レギア,  N:ウェスタ神殿,  P:ウェヌス・クロアキナ祠,  Q:ヤヌス神殿

### フォルム・ロマヌムと周辺の広域平面図
01:マクセンティウスのバシリカ,  02:ウェヌスとローマ神殿,  03:ティトゥスの凱旋門,  04:ウェスタの巫女たちの家,  05:ロムルス神殿

## 遺跡

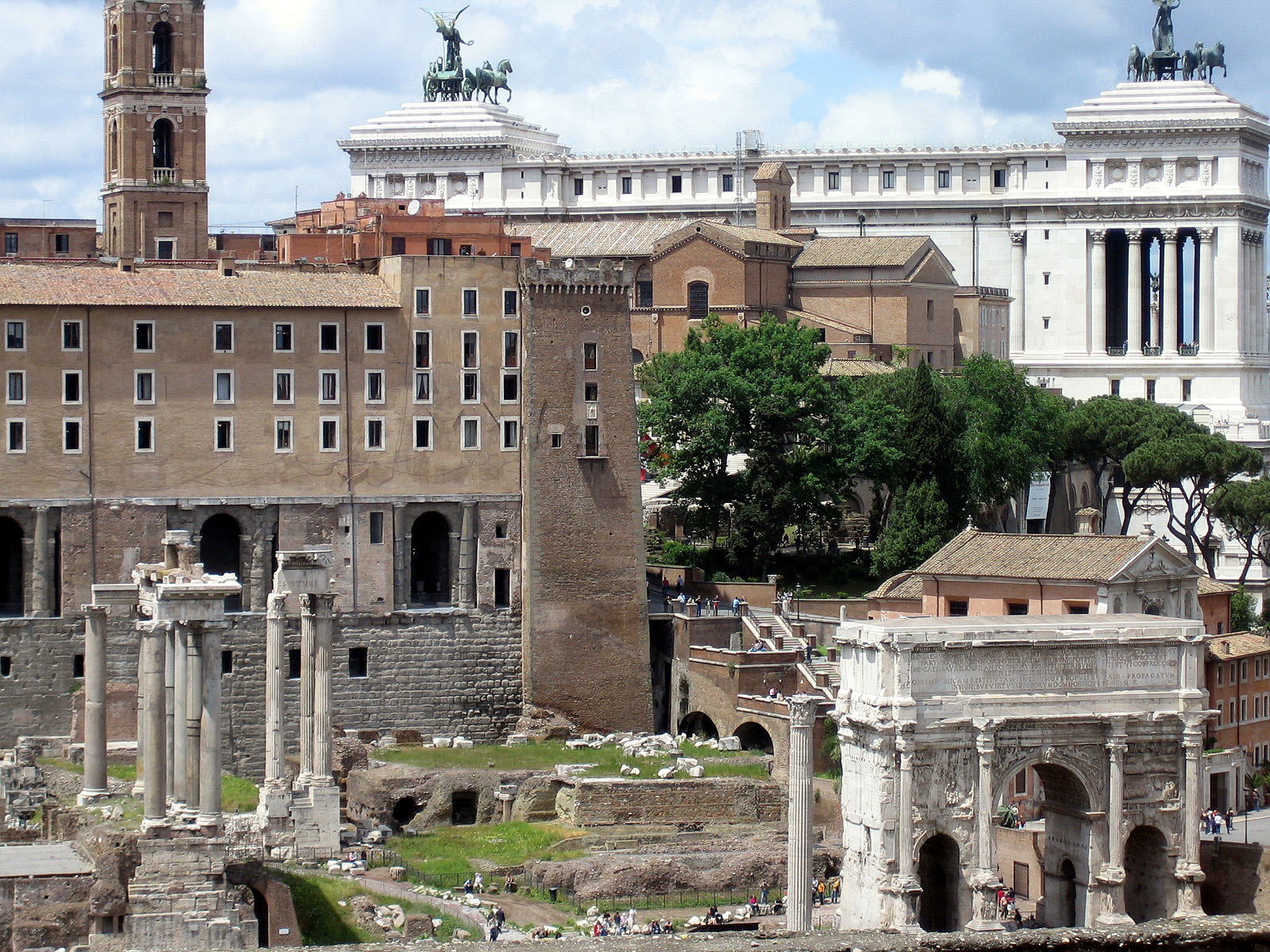
右奥の白い建物はヴィットリオ・エマヌエーレ2世記念堂。その手前の左の大きな建物が市庁舎で、その下部構造が公文書館（タブラリウム）である。さらに手前の遺構は、左よりサトゥルヌス神殿、ウェスパシアヌス神殿、コンコルディア神殿（基礎のみ）、フォカスの記念柱、セプティミウス・セウェルスの凱旋門。

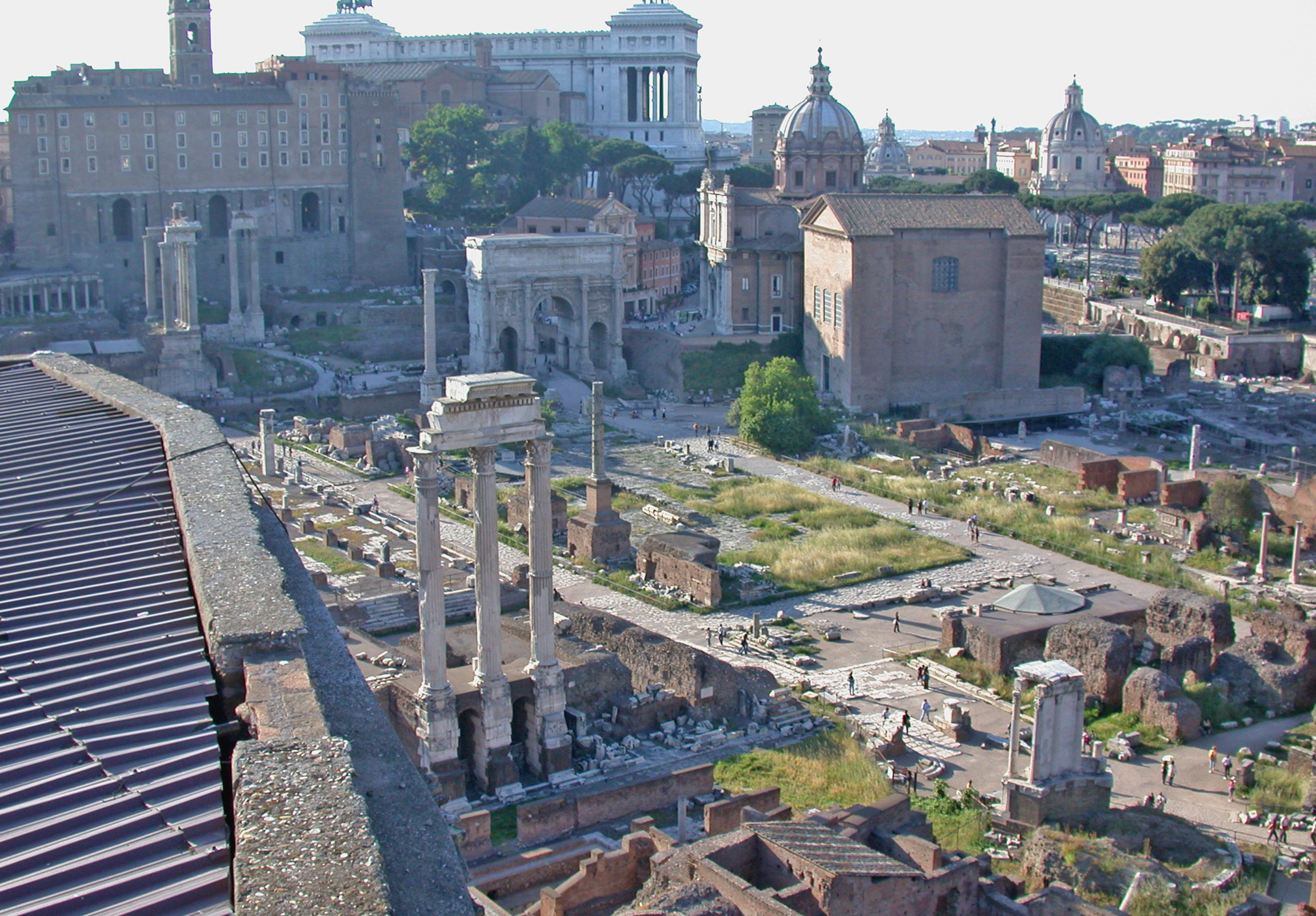
写真右下の小さな円形神殿（一部が残る）がウェスタ神殿。その上がデイイウス・カエサル神殿（基礎のみ）。右中央にバシリカ・アエミリア（壁の下部構造のみ）。写真左の3本の柱のみが残るものがカストルとポルックス神殿。写真中央がセプティミウス・セウェルスの凱旋門で、その左に建つ建物がクリア・ユリア。

フォロ・ロマーノには大小様々な遺跡が残っている。ウィア・サクラ（聖なる道）に沿って、西から東に向けて以下の順に並ぶ。
タブラリウム
国家公文書館。紀元前78年に、独裁官ルキウス・コルネリウス・スッラによって建立された。フォルムの西端に位置する建築物で、フォルムのいわば舞台背景の役割を果たし、同時にカピトリーノの丘にあったユノ・モネタ神殿（造幣局として機能）とユピテル・オプティムス・マキシムス神殿を接続した。
コンコルディア神殿
初代皇帝アウグストゥスが起工し、次代のティベリウスが10年に完成させた神殿。現在は基礎部分しか残っていない。
ウェスパシアヌス神殿
皇帝ドミティアヌスによって建設された神殿。現在は3本のコリント式の柱のみが残る。
セプティミウス・セウェルスの凱旋門
フォルムの西端に建つ記念門。皇帝セプティミウス・セウェルスのパルティア遠征の戦勝記念として建設され、203年に完成した。高さ23m、幅25m。白大理石の豪華な彫刻によって装飾されている。
ロストラ
演説をするために凝灰岩で造られた高さ3m、長さ12mの演壇。ロストラとは船首を意味する言葉で、台の周囲に敵船の船首をはめ込んでいたことに由来する。演壇の脇には「ローマの臍」と、主要都市までの距離を金文字で刻んだ里程票が設置されていた。
サトゥルヌス神殿
アエラリウムとも呼ばれ、共和制から帝政時代にかけて国家宝物庫として機能した神殿である。ムナティウス・プランクスによって紀元前30年頃にも再建されているが、現在の神殿は497年に再度建設されたものである。
クリア・ユリア
元老院議事堂。ガイウス・ユリウス・カエサルによって起工され、アウグストゥスが紀元前29年に完成させたものを、皇帝ディオクレティアヌスが再建した。現在の建物は、さらにそれを20世紀に復元したものである。共和制時代から帝政前期にかけて、ローマの政治的中枢として機能した、いわば国会議事堂である。
フォカスの記念柱
東ローマ帝国の皇帝フォカスによって、608年に建設された記念柱。造営当時は柱の上に皇帝の像が設置されていた。すでに西ローマ帝国は滅びており、フォロ・ロマーノに建設されたローマ帝国による最後の建築物である。
バシリカ・ユリア
火災によって消失したバシリカ・センプロニアの跡に造営されたバシリカ。ガイウス・ユリウス・カエサルによって起工された（皇帝アウグストゥスが12年に完成）ため、バシリカ・ユリア（ユリウスのバシリカ）と呼ばれる。5廊式の巨大建築物で、4つの民事法廷が開設されていた。
ウェヌス・クロアキナ祠
かつてフォロ・ロマーノの中心に流れていたウェラブルムの小川の女神を祭った祠。この小川はクロアカ・マキシマとして整備され、現在もフォロ・ロマーノの地下を流れる。祠跡はほとんど残っていない。
バシリカ・アエミリア
マルクス・アエミリウス・レピドゥスによって建設されたバシリカ。バシリカ・ユリアとともに重要な裁判が行われた。正面には商店が並び、商取引にも使われた。現在は基礎部分以外、ほとんど消失している。
カストルとポルックス神殿
紀元前6年に皇帝アウグストゥスが造営を開始し、皇帝ティベリウスによって6年に完成した神殿。古代ローマの金融の中心地で、度量衡の管理事務所が備えられていた。神殿の基壇の高さは6.7mに達し、ヴォールト天井の倉庫が設けられている。
サンタ・マリア・アンティクァ聖堂
ローマ最古の教会堂のひとつ。皇帝宮殿の図書館を改装して利用されたが、9世紀に地震によって倒壊した。19世紀末に発見され、修復されている。
カエサル神殿
アウグストゥスによって紀元前29年に建てられた神殿。ディウウス・カエサルとは神君カエサルの意で、紀元前49年にユリウス・カエサルが神格化されたことを受けたものである。現在は神殿の基礎構造のみが残る。
アウグストゥスの凱旋門
ディウウス・カエサル神殿とカストル・ポルックス神殿の間に建設された、戦勝を記念して造られた凱旋門。現在はほぼすべて失われている。
レギア
ヌマ・ポンピリウス王によって建てられた王宮と伝えられる建築物。紀元前36年にクナエウス・ドミティウス・カルウィヌスによって再建された。この再建において、ルーニ（現カッラーラ）の石切り場の大理石がローマで初めて用いられた。
ウェスタ神殿
ローマのすべての竈の火を象徴する神殿。現在の遺構は、205年にセプティミウス・セウェルスによって建造されたもので、フォロ・ロマーノで唯一の円形神殿である。中に祭られる火は絶えず燃やし続けられ、これを管理する女性神官はウェスタの巫女と呼ばれた。
巫女たちの家
ウェスタ神殿の巫女たちの住居。
アントニヌス・ピウスとファウスティナ神殿
皇帝アントニヌス・ピウスが、141年に没した皇后大ファウスティナのために捧げた神殿。後にアントニヌス・ピウス自身もここに葬られた。11世紀になると、神殿跡にサン・ロレンツォ・イン・ミランダ聖堂が建設されたが、1602年に神殿の一部を再建するかたちで教会堂が設計しなおされ、現在のような状態になっている。
ロムルス神殿
皇帝マクセンティウスが、夭折した息子ウァレリウス・ロムルスのために建設した神殿。しかし、彼がミルヴィオ橋の戦いで戦死したため、未完となった。
マクセンティウスのバシリカ
マクセンティウスが308年に起工し、コンスタンティヌス1世が312年に完成させた。このため、マクセンティウスのバシリカ、あるいはコンスタンティヌスのバシリカとも呼ばれる。それまでの伝統的なバシリカとは全く異なるスタイルの建築物で、皇帝浴場の形態から着想したものと考えられる。現在は北側の側廊のみが残る。
ウェヌスとローマ神殿
女神ウェヌスと女神ローマの神殿。皇帝ハドリアヌスが意図的にギリシア建築に倣った形式で設計したもので、わざわざ小アジアから職人を招集して建設された。巨大な国家記念建築物である。現在は一部の遺構のみが残る。
ティトゥスの凱旋門
現存するローマ市最古の記念門。ユダヤ戦争の戦勝記念として81年に建立されたものである。高さ15.4m、幅13.5m。